# Collada
Collada eller COLLADA (Förkortning av COLLAborative Design Activity) är en standard för hantering av tredimensionella och interaktiva miljöer. Utvecklandet av COLLADA initierades ursprungligen av det japanska företaget Sony och används bland annat för att utveckla applikationer till PS3 och Playstation Portable.